# Ornithocephalus garayi
Ornithocephalus garayi är en orkidéart som först beskrevs av David Edward Bennett och Eric Alston Christenson, och fick sitt nu gällande namn av Antonio Luiz Vieira Toscano och Robert Louis Dressler. Ornithocephalus garayi ingår i släktet Ornithocephalus och familjen orkidéer.
Artens utbredningsområde är Peru. Inga underarter finns listade i Catalogue of Life.